# 勒姆尼庫沃爾恰
勒姆尼庫沃爾恰（羅馬尼亞語：Râmnicu Vâlcea）是位於羅馬尼亞中南部的一個城市。位於南喀爾巴阡山脈腳下。屬奧爾特尼亞地區。勒姆尼庫沃爾恰是沃爾恰縣的首府所在地。据美国《连线》杂志报道，勒姆尼库沃尔恰充斥着大量网络骗子，已经成为一个网络犯罪中心。